# Hans Fassnacht
Hans Fassnacht (n. 28 noiembrie 1950, Bad Rappenau, Baden-Württemberg, Germania) este un înotător german, medaliat olimpic. A participat la 2 ediții ale Jocurilor Olimpice (1968, 1972) în care a câștigat o medalie de argint.